# Cratichneumon boreovagans
Cratichneumon boreovagans là một loài tò vò trong họ Ichneumonidae.